# Leichtathletik-Hallenweltmeisterschaften 2008
Die 12. Leichtathletik-Hallenweltmeisterschaften fanden vom 7. bis 9. März 2008 in der spanischen Stadt Valencia im Palacio Velódromo Luis Puig statt.
Der 6600 Zuschauer fassende Sportkomplex war bereits Austragungsort der Halleneuropameisterschaften 1998.
Valencia wurde im November 2005 vom Weltleichtathletikverband mit der Ausrichtung der Veranstaltung beauftragt. Den Zuschlag erhielt die spanische Hafenstadt fast genau ein Jahr nach der Nichtberücksichtigung der Bewerbung der Stadt bei der Vergabe der Weltmeisterschaften 2009.
Es nahmen 147 Nationen und 574 Athletinnen und Athleten teil. Das DLV-Team bestand aus 6 Athletinnen und 10 Athleten.

## Männer

### 60 m
| Platz | Athlet            | Land | Zeit (s)  |
| ----- | ----------------- | ---- | --------- |
| 1     | Olusoji Fasuba    | NGR  | 6,51 (WL) |
| 2     | Kim Collins       | SKN  | 6,54 (SB) |
| 2     | Dwain Chambers    | GBR  | 6,54 (PB) |
| 4     | Mike Rodgers      | USA  | 6,57      |
| 5     | Vicente de Lima   | BRA  | 6,60      |
| 6     | Isaac Uche        | NGR  | 6,63      |
| 7     | Simeon Williamson | GBR  | 6,63      |
| 8     | Andrei Jepischin  | RUS  | 6,70      |

Datum: 7. März, 20:45 Uhr

### 400 m
| Platz | Athlet            | Land | Zeit (s)   |
| ----- | ----------------- | ---- | ---------- |
| 1     | Tyler Christopher | CAN  | 45,61 (WL) |
| 2     | Johan Wissman     | SWE  | 46,04 (PB) |
| 3     | Chris Brown       | BAH  | 46,26 (SB) |
| 4     | Nery Brenes       | CRC  | 46,65      |
| 5     | Maxim Dyldin      | RUS  | 46,79      |
| 6     | Sean Wroe         | AUS  | 46,93 (PB) |

Datum: 9. März, 16:35 Uhr

### 800 m
| Platz | Athlet             | Land | Zeit (min) |
| ----- | ------------------ | ---- | ---------- |
| 1     | Abubaker Kaki      | SUD  | 1:44,81    |
| 2     | Mbulaeni Mulaudzi  | RSA  | 1:44,91    |
| 3     | Yusuf Saad Kamel   | BRN  | 1:45,26    |
| 4     | Dmitrijs Miļkevičs | LAT  | 1:45,72    |
| 5     | Dmitri Bogdanow    | RUS  | 1:45,76    |
| 6     | Nick Symmonds      | USA  | 1:46,48    |

Datum: 9. März, 18:40 Uhr

### 1500 m
| Platz | Athlet                   | Land | Zeit (min) |
| ----- | ------------------------ | ---- | ---------- |
| 1     | Deresse Mekonnen         | ETH  | 3:38,23    |
| 2     | Daniel Kipchirchir Komen | KEN  | 3:38,54    |
| 3     | Juan Carlos Higuero      | ESP  | 3:38,82    |
| 4     | Arturo Casado            | ESP  | 3:38,88    |
| 5     | Rashid Ramzi             | BRN  | 3:40,26    |
| 6     | Mekonnen Gebremedhin     | ETH  | 3:40,42    |
| 7     | Suleiman Kipses Simotwo  | KEN  | 3:41,04    |
| 8     | Youssef Baba             | MAR  | 3:44,50    |

Datum: 8. März, 19:55 Uhr
Zunächst wurden Deresse Mekonnen und der Fünftplatzierte Neuseeländer Nick Willis wegen Betreten der Innenraumumrandung disqualifiziert. Beide Athleten legten Protest gegen diese Entscheidung ein, aber nur dem des Äthiopiers wurde stattgegeben.

### 3000 m
| Platz | Athlet              | Land | Zeit (min)   |
| ----- | ------------------- | ---- | ------------ |
| 1     | Tariku Bekele       | ETH  | 7:48,23      |
| 2     | Paul Kipsiele Koech | KEN  | 7:49,05      |
| 3     | Abreham Cherkos     | ETH  | 7:49,96      |
| 4     | Edwin Cheruiyot Soi | KEN  | 7:51,60      |
| 5     | Craig Mottram       | AUS  | 7:52,42      |
| 6     | Mohammed Farah      | GBR  | 7:55,08      |
| 7     | Ali Maataoui        | MAR  | 7:58,93      |
| 8     | Sergio Sánchez      | ESP  | 7:59,74 (PB) |

Datum: 9. März, 17:45 Uhr

### 60 m Hürden
| Platz | Athlet             | Land | Zeit (s)  |
| ----- | ------------------ | ---- | --------- |
| 1     | Liu Xiang          | CHN  | 7,46 (SB) |
| 2     | Allen Johnson      | USA  | 7,55      |
| 3     | Staņislavs Olijars | LAT  | 7,60      |
| 3     | Jewgeni Borissow   | RUS  | 7,60      |
| 5     | Thomas Blaschek    | GER  | 7,64      |
| 6     | Allan Scott        | GBR  | 7,65      |
| 7     | Jackson Quiñónez   | ESP  | 7,66      |
| 8     | Yoel Hernández     | CUB  | 7,91      |

Datum: 8. März, 20:35 Uhr

### 4 × 400 m Staffel
| Platz | Land                    | Athleten                                                         | Zeit (min)   |
| ----- | ----------------------- | ---------------------------------------------------------------- | ------------ |
| 1     | Vereinigte Staaten      | James Davis Jamaal Torrance Greg Nixon Kelly Willie              | 3:06,79 (WL) |
| 2     | Jamaika                 | Michael Blackwood Edino Steele Adrian Findlay DeWayne Barrett    | 3:07,69 (SB) |
| 3     | Dominikanische Republik | Arismendy Peguero Carlos Santa Pedro Mejía Yoel Tapia            | 3:07,77 (NR) |
| 4     | Polen                   | Piotr Kędzia Piotr Klimczak Wojciech Chybinski Grzegorz Sobiński | 3:08,76 (SB) |
| 5     | Vereinigtes Königreich  | Steven Green Richard Buck Dale Garland Robert Tobin              | 3:09,21      |
| 6     | Russland                | Denis Alexejew Anton Kokorin Maxim Dyldin Juri Borsakowski       | 3:15,38      |

Datum: 9. März, 19:05 Uhr

### Hochsprung
| Platz | Athlet           | Land | Höhe (m)  |
| ----- | ---------------- | ---- | --------- |
| 1     | Stefan Holm      | SWE  | 2,36      |
| 2     | Jaroslaw Rybakow | RUS  | 2,34      |
| 3     | Kyriakos Ioannou | CYP  | 2,30      |
| 3     | Andra Manson     | USA  | 2,30 (SB) |
| 5     | Víctor Moya      | CUB  | 2,27      |
| 6     | Jesse Williams   | USA  | 2,27      |
| 6     | Dragutin Topić   | SRB  | 2,27      |
| 8     | Michael Mason    | CAN  | 2,27      |

Datum: 8. März, 17:00 Uhr

### Stabhochsprung
| Platz | Athlet             | Land | Höhe (m)  |
| ----- | ------------------ | ---- | --------- |
| 1     | Jewgeni Lukjanenko | RUS  | 5,90 (WL) |
| 2     | Brad Walker        | USA  | 5,85 (PB) |
| 3     | Steve Hooker       | AUS  | 5,80 (SB) |
| 4     | Jérôme Clavier     | FRA  | 5,75      |
| 5     | Tim Lobinger       | GER  | 5,70      |
| 6     | Maksym Masuryk     | UKR  | 5,70      |
| 7     | Alhaji Jeng        | SWE  | 5,70      |
| 8     | Derek Miles        | USA  | 5,60      |

Datum: 9. März, 16:00 Uhr

### Weitsprung
| Platz | Athlet                      | Land | Weite (m) |
| ----- | --------------------------- | ---- | --------- |
| 1     | Godfrey Khotso Mokoena      | RSA  | 8,08 (SB) |
| 2     | Christopher Tomlinson       | GBR  | 8,06      |
| 3     | Mohamed Salman al-Khuwalidi | KSA  | 8,01      |
| 4     | Gable Garenamotse           | BOT  | 7,93      |
| 5     | Nikolaj Atanassow           | BUL  | 7,90      |
| 6     | James Beckford              | JAM  | 7,85      |
| 7     | Marcin Starzak              | POL  | 7,74      |
| 8     | Wilfredo Martínez           | CUB  | 7,72      |

Datum: 8. März, 19:05 Uhr

### Dreisprung
| Platz | Athlet             | Land | Weite (m)  |
| ----- | ------------------ | ---- | ---------- |
| 1     | Phillips Idowu     | GBR  | 17,75 (WL) |
| 2     | Arnie David Giralt | CUB  | 17,47 (PB) |
| 3     | Nelson Évora       | POR  | 17,27      |
| 4     | Fabrizio Donato    | ITA  | 17,27 (SB) |
| 5     | Dmitrij Vaľukevič  | SVK  | 17,14 (SB) |
| 6     | Osniel Tosca       | CUB  | 17,13 (SB) |
| 7     | Aarik Wilson       | USA  | 16,88      |
| 8     | Daniil Burkenja    | RUS  | 16,84      |

Datum: 9. März, 17:45 Uhr

### Kugelstoßen
| Platz | Athlet              | Land | Weite (m)  |
| ----- | ------------------- | ---- | ---------- |
| 1     | Christian Cantwell  | USA  | 21,77      |
| 2     | Reese Hoffa         | USA  | 21,20      |
| 3     | Tomasz Majewski     | POL  | 20,93 (NR) |
| 4     | Andrej Michnewitsch | BLR  | 20,82 (SB) |
| 5     | Rutger Smith        | NED  | 20,78      |
| 6     | Dorian Scott        | JAM  | 20,29      |
| 7     | Scott Martin        | AUS  | 20,13      |
| 8     | Peter Sack          | GER  | 20,05      |

Datum: 7. März, 18:30 Uhr

### Siebenkampf
| Platz               | Athlet              | Land | Punkte    |
| ------------------- | ------------------- | ---- | --------- |
| 1                   | Bryan Clay          | USA  | 6371 (WL) |
| 2                   | Andrej Krautschanka | BLR  | 6234 (NR) |
| 3                   | Dmitri Karpow       | KAZ  | 6131      |
| 4                   | Michail Logwinenko  | RUS  | 5984      |
| 5                   | Donovan Kilmartin   | USA  | 5951      |
| 6                   | Andres Raja         | EST  | 5894      |
|                     | Roman Šebrle        | CZE  | DNF       |
| Alexander Pogorelow | RUS                 | DNF  |           |

Datum: 8./9. März
Der Siebenkampf besteht aus 60-Meter-Lauf, Weitsprung, Kugelstoßen, Hochsprung, 60-Meter-Hürdenlauf, Stabhochsprung und 1000-Meter-Lauf.

## Frauen

### 60 m
| Platz | Athletin            | Land | Zeit (s)  |
| ----- | ------------------- | ---- | --------- |
| 1     | Angela Williams     | USA  | 7,06 (WL) |
| 2     | Jeanette Kwakye     | GBR  | 7,08 (NR) |
| 3     | Tahesia Harrigan    | IVB  | 7,09 (NR) |
| 4     | Kim Gevaert         | BEL  | 7,22      |
| 5     | Jewgenija Poljakowa | RUS  | 7,24      |
| 6     | Oludamola Osayomi   | NGR  | 7,26      |
| 7     | Ene Franca Idoko    | NGR  | 7,30      |
| 8     | Alexis Joyce        | USA  | 7,37      |

Datum: 7. März, 20:25 Uhr

### 400 m
| Platz | Athletin           | Land | Zeit (s)   |
| ----- | ------------------ | ---- | ---------- |
| 1     | Olesja Sykina      | RUS  | 51,09 (WL) |
| 2     | Natalja Nasarowa   | RUS  | 51,10 (SB) |
| 3     | Shareese Woods     | USA  | 51,41 (PB) |
| 4     | Antonina Jefremowa | UKR  | 51,53 (PB) |
| 5     | Angela Moroșanu    | ROU  | 53,07      |
| 6     | Moushaumi Robinson | USA  | 53,10      |

Datum: 9. März, 16:15 Uhr

### 800 m
| Platz | Athletin               | Land | Zeit (min) |
| ----- | ---------------------- | ---- | ---------- |
| 1     | Tamsyn Lewis           | AUS  | 2:02,57    |
| 2     | Tetjana Petljuk        | UKR  | 2:02,66    |
| 3     | Maria de Lurdes Mutola | MOZ  | 2:02,97    |
| 4     | Mayte Martínez         | ESP  | 2:03,15    |
| 5     | Jennifer Meadows       | GBR  | 2:03,51    |
| 6     | Elisa Cusma Piccione   | ITA  | 2:03,76    |

Datum: 9. März, 17:15 Uhr

### 1500 m
| Platz | Athletin           | Land | Zeit (min)   |
| ----- | ------------------ | ---- | ------------ |
| 1     | Gelete Burka       | ETH  | 3:59,75 (AR) |
| 2     | Maryam Yusuf Jamal | BRN  | 3:59,79 (AR) |
| 3     | Daniela Jordanowa  | BUL  | 4:04,19 (NR) |
| 4     | Liliana Popescu    | ROU  | 4:07,61      |
| 5     | Siham Hilali       | MAR  | 4:15,54      |

Datum: 9. März, 18:25 Uhr
Die beiden erstplatzierten Russinnen Jelena Sobolewa (die in Weltrekordzeit ins Ziel kam) und Julija Fomenko wurden disqualifiziert, nachdem ihnen nachgewiesen worden war, dass sie im Frühjahr 2007 manipulierte Dopingproben abgegeben hatten. Auch die ursprünglich auf dem siebten Rang einlaufende Französin Bouchra Ghezielle wurde wegen Dopings disqualifiziert.

### 3000 m
| Platz | Athletin               | Land | Zeit (min)   |
| ----- | ---------------------- | ---- | ------------ |
| 1     | Meseret Defar          | ETH  | 8:38,79      |
| 2     | Meselech Melkamu       | ETH  | 8:41,50      |
| 3     | Mariem Alaoui Selsouli | MAR  | 8:41,66      |
| 4     | Sylvia Jebiwott Kibet  | KEN  | 8:41,82 (NR) |
| 5     | Olga Komjagina         | RUS  | 8:44,57 (SB) |
| 6     | Kimberley Smith        | NZL  | 8:48,48 (SB) |
| 7     | Silvia Weissteiner     | ITA  | 8:49,11 (SB) |
| 8     | Jéssica Augusto        | POR  | 8:49,78      |

Datum: 8. März, 17:00 Uhr

### 60 m Hürden
| Platz | Athletin              | Land | Zeit (s) |
| ----- | --------------------- | ---- | -------- |
| 1     | LoLo Jones            | USA  | 07,80    |
| 2     | Candice Davis         | USA  | 07,93    |
| 3     | Anay Tejeda           | CUB  | 07,99    |
| 4     | Lacena Golding-Clarke | JAM  | 08,01    |
| 5     | Alexandra Antonowa    | RUS  | 08,02    |
| 6     | Jewhenija Snihur      | UKR  | 08,12    |
| 7     | Julija Kondakowa      | RUS  | 10,19    |
| 8     | Josephine Onyia       | ESP  | 43,72    |

Datum: 8. März, 20:15 Uhr

### 4 × 400 m Staffel
| Platz | Land               | Athletinnen                                                              | Zeit (min)   |
| ----- | ------------------ | ------------------------------------------------------------------------ | ------------ |
| 1     | Russland           | Julija Guschtschina Tatjana Lewina Natalja Nasarowa Olesja Sykina        | 3:28,17 (WL) |
| 2     | Belarus            | Hanna Kosak Iryna Chljustawa Swjatlana Ussowitsch Ilona Ussowitsch       | 3:28,90 (SB) |
| 3     | Vereinigte Staaten | Angel Perkins Miriam Barnes Shareese Woods Moushaumi Robinson            | 3:29,30 (SB) |
| 4     | Tschechien         | Zuzana Bergrová Denisa Šcerbová Jitka Bartoničková Zuzana Hejnová        | 3:34,53 (SB) |
| 5     | Rumänien           | Anamaria Ionita Iuliana Popescu Mirela Lavric Angela Moroșanu            | 3:36,79 (SB) |
| 6     | Polen              | Agnieszka Karpiesiuk Ewelina Sętowska-Dryk Jolanta Wójcik Bozena Lukasik | 3:36,97 (SB) |

Datum: 9. März, 18:05 Uhr

### Hochsprung
| Platz | Athletin               | Land | Höhe (m)  |
| ----- | ---------------------- | ---- | --------- |
| 1     | Blanka Vlašić          | CRO  | 2,03      |
| 2     | Jelena Slessarenko     | RUS  | 2,01      |
| 3     | Wita Palamar           | UKR  | 2,01 (NR) |
| 4     | Ruth Beitia            | ESP  | 1,99 (SB) |
| 5     | Marina Aitowa          | KAZ  | 1,95      |
| 6     | Amy Acuff              | USA  | 1,95 (SB) |
| 7     | Jekaterina Sawtschenko | RUS  | 1,93      |
| 8     | Iva Straková           | CZE  | 1,93      |
| 8     | Ariane Friedrich       | GER  | 1,93      |

Datum: 9. März, 17:25 Uhr

### Stabhochsprung
| Platz | Athletin            | Land | Höhe (m)  |
| ----- | ------------------- | ---- | --------- |
| 1     | Jelena Issinbajewa  | RUS  | 4,75      |
| 2     | Jennifer Stuczynski | USA  | 4,75 (PB) |
| 3     | Fabiana Murer       | BRA  | 4,70 (AR) |
| 3     | Monika Pyrek        | POL  | 4,70 (SB) |
| 5     | Swetlana Feofanowa  | RUS  | 4,60      |
| 6     | Anna Rogowska       | POL  | 4,55      |
| 7     | Pavla Rybová        | CZE  | 4,50      |
| 8     | Anna Battke         | GER  | 4,45      |

Datum: 8. März, 18:30 Uhr

### Weitsprung
| Platz | Athletin            | Land | Weite (m) |
| ----- | ------------------- | ---- | --------- |
| 1     | Naide Gomes         | POR  | 7,00 (WL) |
| 2     | Maurren Higa Maggi  | BRA  | 6,89 (AR) |
| 3     | Irina Simagina      | RUS  | 6,88      |
| 4     | Éloyse Lesueur      | FRA  | 6,60      |
| 5     | Concepción Montaner | ESP  | 6,57      |
| 6     | Ineta Radēviča      | LAT  | 6,64      |
| 7     | Keila Costa         | BRA  | 6,48 (SB) |
| 8     | Janice Josephs      | RSA  | 6,39      |

Datum: 9. März, 16:00 Uhr

### Dreisprung
| Platz | Athletin           | Land | Weite (m)  |
| ----- | ------------------ | ---- | ---------- |
| 1     | Yargelis Savigne   | CUB  | 15,05 (AR) |
| 2     | Marija Šestak      | SLO  | 14,68      |
| 3     | Olga Rypakowa      | KAZ  | 14,58 (AR) |
| 4     | Yamilé Aldama      | SUD  | 14,47 (SB) |
| 5     | Olha Saladucha     | UKR  | 14,32      |
| 6     | Olessja Bufalowa   | RUS  | 14,31      |
| 7     | Xie Limei          | CHN  | 14,13      |
| –     | Chrysopigi Devetzi | GRE  | DSQ        |

Datum: 8. März, 17:05 Uhr

Devetzi wurde wegen Dopings disqualifiziert.

### Kugelstoßen
| Platz | Athletin              | Land | Weite (m)  |
| ----- | --------------------- | ---- | ---------- |
| 1     | Valerie Vili          | NZL  | 20,19 (AR) |
| 3     | Li Meiju              | CHN  | 19,09 (PB) |
| 4     | Misleydis González    | CUB  | 18,75 (PB) |
| 5     | Chiara Rosa           | ITA  | 18,68 (PB) |
| 6     | Christina Schwanitz   | GER  | 18,55      |
| 7     | Cleopatra Borel-Brown | TRI  | 18,47 (SB) |
| 8     | Anna Omarowa          | RUS  | 17,75      |
| –     | Nadseja Astaptschuk   | BLR  | DSQ        |

Datum: 9. März, 16:05 Uhr

Astaptschuk wurde wegen Dopings disqualifiziert.

### Fünfkampf
| Platz | Athletin           | Land | Punkte    |
| ----- | ------------------ | ---- | --------- |
| 1     | Tia Hellebaut      | BEL  | 4867 (WL) |
| 2     | Kelly Sotherton    | GBR  | 4852 (SB) |
| 3     | Anna Bogdanowa     | RUS  | 4753      |
| 4     | Natalija Dobrynska | UKR  | 4742      |
| 5     | Austra Skujytė     | LTU  | 4655 (SB) |
| 6     | Karolina Tymińska  | POL  | 4580      |
| 7     | Tatjana Tschernowa | RUS  | 4543      |
| 8     | Ljudmyla Blonska   | UKR  | 4474      |

Datum: 7. März
Der Fünfkampf besteht aus 60-Meter-Hürdenlauf, Hochsprung, Kugelstoßen, Weitsprung und 800-Meter-Lauf.

## Erklärungen
- WR: Weltrekord
- AR: Kontinentalrekord
- NR: nationaler Rekord
- WL: Weltjahresbestleistung
- PB: persönliche Bestleistung
- SB: Saisonbestleistung

## Medaillenspiegel
| Platz | Land                     | Gold | Silber | Bronze | Gesamt |
| ----- | ------------------------ | ---- | ------ | ------ | ------ |
| 1     | Vereinigte Staaten       | 5    | 5      | 3      | 13     |
| 2     | Russland                 | 4    | 3      | 3      | 10     |
| 3     | Äthiopien                | 4    | 1      | 1      | 6      |
| 4     | Vereinigtes Königreich   | 1    | 4      | –      | 5      |
| 5     | Kuba                     | 1    | 1      | 1      | 3      |
| 6     | Schweden                 | 1    | 1      | –      | 2      |
|       | Südafrika                | 1    | 1      | –      | 2      |
| 8     | Australien               | 1    | –      | 1      | 2      |
|       | Volksrepublik China      | 1    | –      | 1      | 1      |
|       | Portugal                 | 1    | –      | 1      | 2      |
| 11    | Belgien                  | 1    | –      | –      | 1      |
|       | Kanada                   | 1    | –      | –      | 1      |
|       | Kroatien                 | 1    | –      | –      | 1      |
|       | Neuseeland               | 1    | –      | –      | 1      |
|       | Nigeria                  | 1    | –      | –      | 1      |
|       | Sudan                    | 1    | –      | –      | 1      |
| 17    | Belarus                  | –    | 3      | –      | 3      |
| 18    | Kenia                    | –    | 2      | –      | 2      |
| 19    | Brasilien                | –    | 1      | 1      | 2      |
|       | Bahrain                  | –    | 1      | 1      | 2      |
|       | Ukraine                  | –    | 1      | 1      | 2      |
| 22    | Griechenland             | –    | 1      | –      | 1      |
|       | Jamaika                  | –    | 1      | –      | 1      |
|       | St. Kitts und Nevis      | –    | 1      | –      | 1      |
| 25    | Polen                    | –    | –      | 2      | 2      |
| 26    | Bahamas                  | –    | –      | 1      | 1      |
|       | Bulgarien                | –    | –      | 1      | 1      |
|       | Britische Jungferninseln | –    | –      | 1      | 1      |
|       | Dominikanische Republik  | –    | –      | 1      | 1      |
|       | Kasachstan               | –    | –      | 1      | 1      |
|       | Lettland                 | –    | –      | 1      | 1      |
|       | Marokko                  | –    | –      | 1      | 1      |
|       | Mosambik                 | –    | –      | 1      | 1      |
|       | Saudi-Arabien            | –    | –      | 1      | 1      |
|       | Slowenien                | –    | –      | 1      | 1      |
|       | Spanien                  | –    | –      | 1      | 1      |
|       | Zypern                   | –    | –      | 1      | 1      |